# Rail Club Kadiogo
Il Rail Club du Kadiogo è una società calcistica burkinabé di Kadiogo che milita nella Burkinabé Premier League.
Fondato nel 1967, il club gioca le gare casalinghe allo stadio de Kadiogo.
I suoi colori, che si trovano anche nello stemma, sono l'arancione e il nero. 

## Palmarès

### Competizioni nazionali
- Campionato burkinabè: 4

2005, 2015-2016, 2016-2017, 2021-2022
- Coppa del Burkina Faso: 3

1994, 2012, 2016

### Altri piazzamenti
- Campionato burkinabè:

Secondo posto: 2015-2016, 2017-2018
Terzo posto: 2013-2014
- Coppa delle Coppe d'Africa:

Semifinalista: 1978

## Rosa
| N. |                         | Ruolo | Calciatore              |
| -- | ----------------------- | ----- | ----------------------- |
|    | Burkina Faso (bandiera) | D     | Mahamadi Kaba           |
|    | Burkina Faso (bandiera) | D     | Wendkouni Sylvain Kabre |

| N. |                         | Ruolo | Calciatore     |
| -- | ----------------------- | ----- | -------------- |
|    | Burkina Faso (bandiera) | C     | Oumar Barro    |
|    | Niger (bandiera)        | A     | Saidou Idrissa |

## Partecipazioni nella Caf Champions League
- CAF Champions League: 1 Partecipazione

2006 - Turno preliminare